# Kinsley (Kansas)
Kinsley es una ciudad ubicada en el condado de Edwards en el estado estadounidense de Kansas. En el año 2010 tenía una población de 1457 habitantes y una densidad poblacional de 428,53 personas por km².

## Geografía
Kinsley se encuentra ubicada en las coordenadas 37°55′20″N 99°24′42″O / 37.92222, -99.41167 (37.922354, -99.411531).

## Demografía
Según la Oficina del Censo en 2000 los ingresos medios por hogar en la localidad eran de $27,791 y los ingresos medios por familia eran $37,961. Los hombres tenían unos ingresos medios de $28,063 frente a los $19,079 para las mujeres. La renta per cápita para la localidad era de $17,219. Alrededor del 9.6% de la población estaban por debajo del umbral de pobreza.